# Wikipedia japońskojęzyczna
Wikipedia japońskojęzyczna – edycja Wikipedii w języku japońskim.

## Logo
Transliteracja słowa Wikipedia w katakanie to ウィキペディア wikipedia, a podtytuł, wolna encyklopedia, brzmi po japońsku フリー百科事典 furī hyakka-jiten.

## Historia
Pierwsza, eksperymentalna wersja Wikipedii japońskojęzycznej została uruchomiona w maju 2001. Znajdowała się ona pod adresem ja.wikipedia.com. Ponieważ oprogramowanie nie akceptowało znaków japońskich, wszystkie hasła były pisane w rōmaji. Pod koniec grudnia 2001 było na niej zarejestrowanych 10 użytkowników oraz ponad 10 artykułów.
1 września 2002 uruchomiona została „oficjalna”, japońska Wikipedia, pod tym samym adresem. Jej wygląd w stosunku do wersji poprzedniej był znacząco zmieniony, oprogramowanie zostało przystosowane do japońskiego systemu pisma.
12 lutego 2003, pół roku po jej uruchomieniu, liczba artykułów sięgnęła 1000. Od tego momentu liczba artykułów zaczęła gwałtownie wzrastać, aby po pięciu miesiącach, a dokładniej 15 lipca 2003 osiągnąć pułap 10 tys. i pierwsze miejsce, przed Wikipedią anglojęzyczną. 1 stycznia 2004 miała już około 30 tys. haseł, a 1 grudnia 2004 – dwa lata po uruchomieniu – 75 000. 